# Topdalsfjorden
Le Topdalsfjorden est un fjord situé dans la municipalité de Kristiansand, dans le comté d'Agder, en Norvège. Le fjord est long de 12 kilomètres. Il s’étend du village d’Ålefjær au sud jusqu’au centre-ville de Kristiansand. La rivière Topdalselva se jette dans le fjord à l’est, juste au sud de l’aéroport de Kristiansand Kjevik. La route européenne 18 traverse le fjord sur le pont Varodd,,.
Le climat est hémiboréal. La température moyenne annuelle est de 6° C. Le mois le plus chaud est août, avec une moyenne de 16° C, et le mois le plus froid est février, avec -3° C en moyenne.

## Galerie

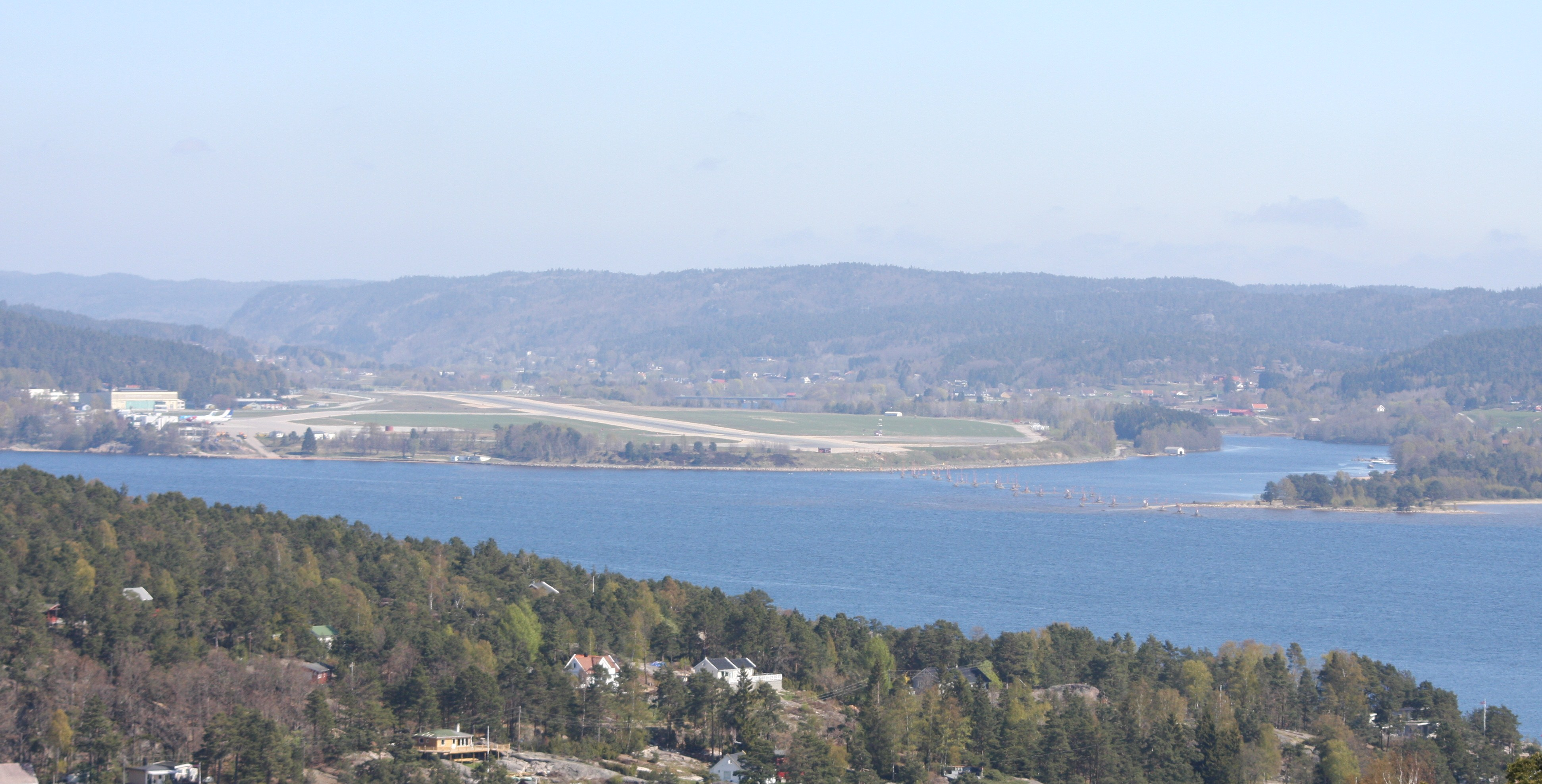
Vue sur le fjord à Kristiansand
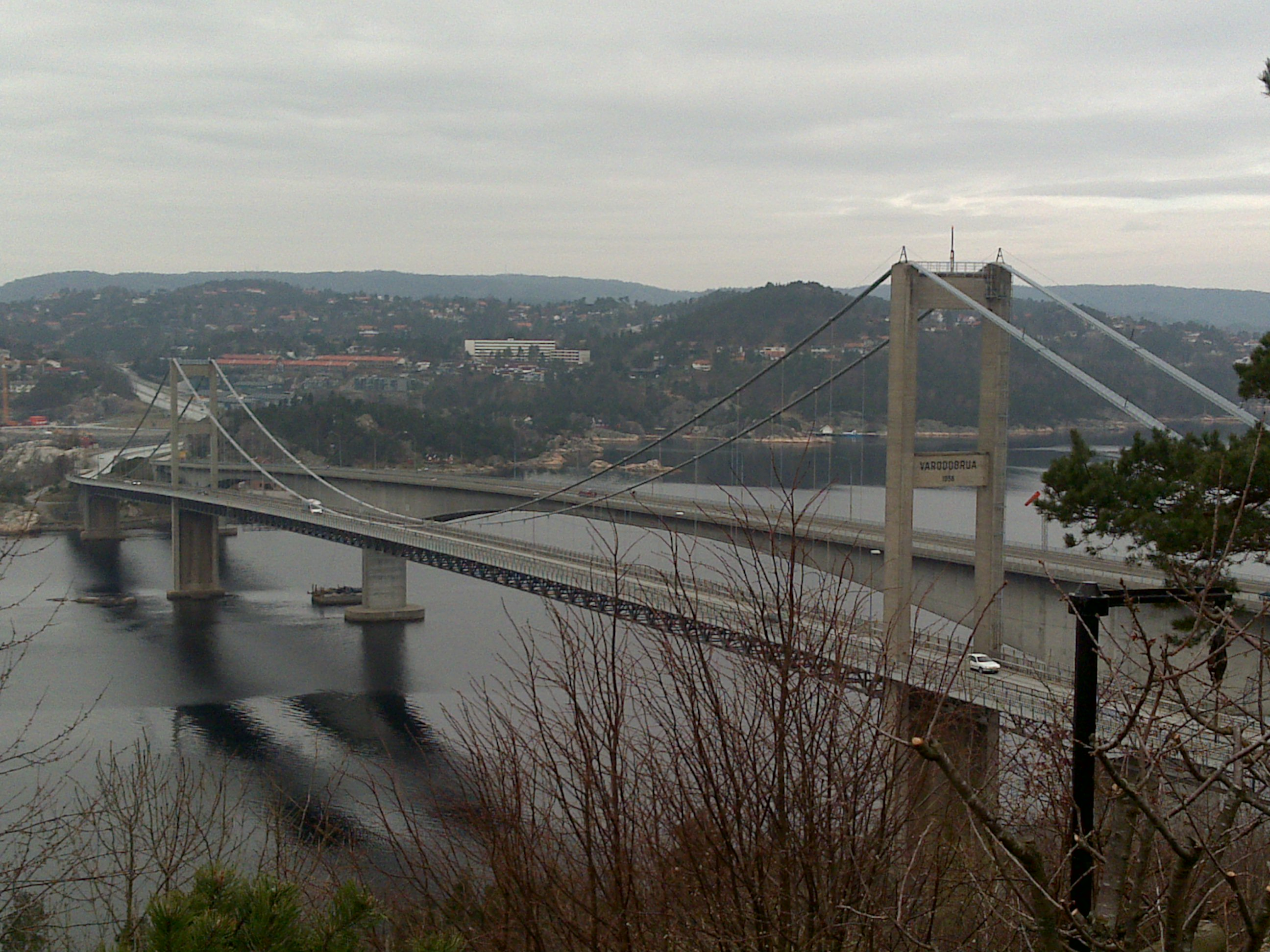
Le Topdalsfjorden est traversé par le pont Varodd